# Bastian Bielendorfer

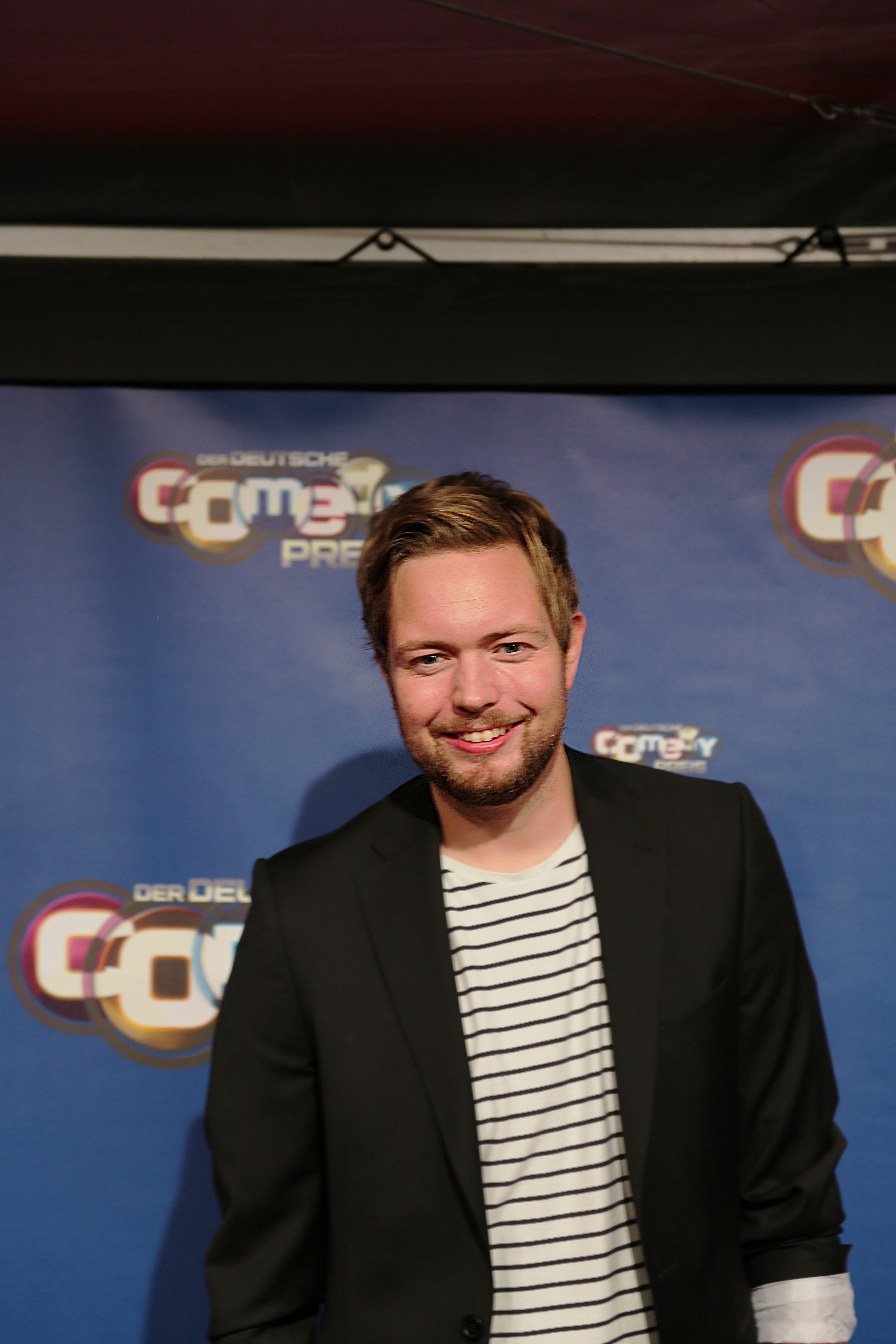
Bastian Bielendorfer (2017)

Bastian Bielendorfer (* 24. Mai 1984 in Gelsenkirchen) ist ein deutscher Autor, Comedian und Podcaster.

## Leben
Bastian Bielendorfer wurde 1984 in Gelsenkirchen als Sohn eines Lehrerehepaars (Jahrgang 1949) geboren und wuchs dort auch auf. Er hat einen älteren Halbbruder und besuchte das Grillo-Gymnasium in Gelsenkirchen.
Nach dem Abitur absolvierte er von 2003 bis 2004 den Zivildienst. Danach studierte er zunächst Germanistik und Psychologie mit Lehramtsoption an der Technischen Universität Dortmund, wechselte 2007 an die Universität Osnabrück und schloss 2016 ein Psychologiestudium mit Diplom ab. Seine Mutter starb 2018 an den Folgen von Lungenkrebs. Bielendorfer ist verheiratet und lebt in Köln.

## Karriere
Im Oktober 2010 war Bielendorfer Kandidat in der Quizsendung Wer wird Millionär?, bei der er 32.000 Euro gewann. Während der Sendung erläuterte er mit mehreren Anekdoten, dass er ein Leben als Lehrerkind führe und gerne ein Buch darüber schreiben würde. Bei der 8000-Euro-Frage setzte er seinen Vater als Telefonjoker ein, der dieses Klischee bestätigte.
Nach Ausstrahlung der Sendung meldete sich der Piper Verlag bei Bielendorfer, der sein Manuskript veröffentlichen wollte. Er hatte bis dahin jedoch noch keine Seite geschrieben. Nach der Bitte um Bearbeitungszeit stellte er in zwei Wochen das Manuskript fertig. Dieses erschien unter dem Titel Lehrerkind – Lebenslänglich Pausenhof im Oktober 2011. Es hielt sich mehrere Wochen in der Spiegel-Bestsellerliste.
2013 veröffentlichte er sein zweites Buch Lebenslänglich Klassenfahrt – Mehr vom Lehrerkind, das die Top Ten der Bestsellerliste erreichte. 2014 erschien sein drittes Buch Mutter ruft an – Mein Anschiss unter dieser Nummer; auch dieses platzierte sich in den Top Ten der Spiegel-Bestsellerliste. Ab Januar 2016 war Bielendorfer mit seinem Solo-Programm Das Leben ist kein Pausenhof! auf Tournee. Im Oktober 2017 erschien sein viertes Buch Papa ruft an – Standleitung zum Lehrerkind, das sich in den Top Five der Spiegel-Bestsellerliste platzierte.
Von November 2012 bis März 2014 war er Teammitglied in der Harald Schmidt Show auf Sky. Bielendorfer fungiert als Außenreporter für die VOX-Show Die tierischen 10 mit Jochen Schropp und Martin Rütter. 2015 trat er mit Kurzauftritten in der ProSieben-Fernsehshow TV total auf. Mit Reinhard Remfort moderierte er Die Zerleger beim Wissensmagazin WISO im ZDF.
Bielendorfer veröffentlichte 2017 eine wöchentliche Radiocomedy mit dem Titel 1Live Hacks beim Radiosender 1 Live. Seit 2018 veröffentlicht er zusammen mit Reinhard Remfort den Podcast Alliteration am Arsch. 2018 trat er als Co-Moderator neben Elton in der Fernsehshow Alle gegen Einen auf. 2019 startete Bielendorfer zusammen mit Özcan Coşar den Podcast Bratwurst und Baklava bei 1Live, der ab November 2022 bei RTL+ läuft.
Von 2019 bis 2020 moderierte er die Sendung Bielendorfer im WDR, in der er Gespräche mit prominenten Gästen führte. Im selben Jahr war er fester Bestandteil der zweiten Staffel der RTL-Impro-Comedyshow Hotel Verschmitzt mit Ralf Schmitz. Bielendorfer war 2021 an der Sendung Showtime of my Life – Stars gegen Krebs des Senders VOX beteiligt. Zwischen 2020 und 2025 war er insgesamt fünfmal in der Quizsendung Wer weiß denn sowas? zu Gast. 
2021 trat er in der RTL-Comedy-News-Show RTL Topnews auf. Im Oktober 2021 und erneut 2023 moderierte er die 1LIVE Köln Comedy-Nacht XXL. 2022 nahm er an der 15. Staffel der RTL-Tanzshow Let’s Dance teil und erreichte Platz 6 von 14 Teilnehmern. Im November 2022 nahm er im Rahmen des RTL-Spendenmarathons erneut an Wer wird Millionär teil und gewann 64.000 Euro Preisgeld. Sein Soloprogramm Mr. Boombasti – In seiner Welt ein Superheld feierte im Januar 2023 Premiere.

## Werke

### Bühnenprogramme
- 2016: Das Leben ist kein Pausenhof!
- 2022: Lustig, aber wahr![17]
- seit 2023: Mr. Boombasti – In seiner Welt ein Superheld[17]
- seit 2025: GameChanger

### Moderation
- 2017: 1LIVE Hacks (beim Radiosender 1LIVE)
- 2018: Alle gegen Einen (Co-Moderator)
- 2019 bis 2020: Bielendorfer! (WDR, 2 Staffeln mit insgesamt 9 Folgen)
- 2021 und 2023: 1LIVE Köln Comedy-Nacht XXL (WDR/1LIVE)
- 2024: Bratwurst & Baklava – Die Show (mit Özcan Coşar, ProSieben)

### Podcasts
- seit 2018: Alliteration am Arsch (mit Reinhard Remfort)
- seit 2019: Bratwurst und Baklava (mit Özcan Coşar)
  - Folge 1 bis Folge 173 1 Live Bratwurst und Baklava
  - ab Folge 174 Bratwurst und Baklava (RTL+)
- seit 2025: Friends in Crime (mit Sandra Sprünken)

### Bücher
- Lehrerkind: lebenslänglich Pausenhof, München: Piper, 2011, ISBN 978-3-492-27296-4.
  - Vom Autor gelesenes Hörbuch mit 3 CDs: ISBN 978-3-86952-137-4.
- Lehrerkind: lebenslänglich Klassenfahrt, München: Piper, 2013, ISBN 978-3-492-30167-1.
- Mutter ruft an: Mein Anschiss unter dieser Nummer, München: Piper, 2014, ISBN 978-3-492-30068-1.
- Papa ruft an: Standleitung zum Lehrerkind, München: Piper, 2017, ISBN 978-3-492-30978-3.
- Die große Pause: Mein Corona-Tagebuch, München: Gräfe und Unzer, 2020, ISBN 978-3-8338-7754-4.

## Diskografie
Singles
- 2024: Bro (mit Özcan Coşar, Maho G & Suzan)

## Auszeichnungen
- 2010: 1. Platz bei der 10. FritzNacht der Talente im Berliner Admiralspalast[18]
- 2016: 1. Platz beim NDR-Comedy-Contest
- 2017: Stuttgarter Besen in Holz[19]
- 2019: Nominierung Deutscher Comedypreis „Bestes TV-Soloprogramm“[20]
- 2023: Recklinghäuser Hurz, Heimat-Hurz[21]